# Larissa Cain
Pour les articles homonymes, voir Cain (homonymie).
Larissa Cain, née à Sosnowiec le 8 octobre 1932, de profession dentiste est devenue écrivaine française, témoin de la Shoah en Pologne.

## Biographie
Sa famille s'installe à Varsovie l'année suivant sa naissance. En novembre 1940 elle est enfermée dans le ghetto de Varsovie. Là, elle connaît la faim, le froid, les rafles, la disparition de ses parents. En décembre 1942, elle parvient à s'évader du ghetto grâce à son oncle Alexandre et la résistance polonaise, sans doute Żegota, qui l'aident à survivre de cache en cache. À presque 12 ans, elle assiste en août 1944 à l'insurrection de Varsovie. Au cours la Shoah, elle perd ses parents et presque toute sa famille dont son oncle Alexandre. D'octobre 1944 à janvier 1945, elle est cachée dans une ferme, puis accueillie dans un orphelinat.
Larissa Cain arrive à Nancy dans sa famille en France en octobre 1946 où elle entreprend des études grâce aux encouragements de nombreux enseignants. Docteur en chirurgie dentaire, spécialiste en orthodontie, elle exerça de 1961 à 1995 comme attachée de consultation à l’hôpital Saint-Vincent-de-Paul et en profession libérale.
À partir de 1978, elle commence une activité de militante de la Mémoire de la Shoah, voulant expliquer, témoigner et transmettre. Elle rejoint plusieurs associations (Fils et filles de déportés juifs de France, Centre de documentation juive contemporaine, Mémorial du Martyr Juif Inconnu, Enfant caché , etc.) et écrit plusieurs recueils de souvenirs destinés à toutes les classes d'âge.
Dans Une enfance au ghetto de Varsovie, elle raconte, sous forme d'un journal intime la vie en Pologne de la montée de l'antisémitisme à la fin de la guerre. Elle adopte le point de vue de l'enfant qu'elle était à l'époque.

## Œuvres
- Une enfance au Ghetto de Varsovie, Éditions l¹Harmattan, 2007
- Ghettos en révoltes, Pologne 1943, Éditions Autrement, 2003
- J¹étais enfant à Varsovie, Éditions Syros Jeunesse, 2003 repris par L'Harmattan, 2007, J'étais enfant dans le ghetto de Varsovie,
- L'Odyssée d¹Oleg Lerner, Éditions Syros Jeunesse, 2006, réédition L'errance d'Oleg Lerner Pologne 1940-1945, Éditions l¹Harmattan, 2011
- Irena Adamowicz : Une Juste des nations en Pologne Edition Cerf, 2009
- Helena retrouvée, récits polonais, Éditions l¹Harmattan, 2013
- Souvenirs d'enfance et de Pologne, Éditions l¹Harmattan, 2016